# Еструс
Естральний цикл (грец. οἶστρος — пристрасть, шаленство, лють) — морфологічні та фізіологічні зміни в статевій системі самок звірів, які циклічно повторюються й пов'язані з дозріванням гамет і їхнім виходом у черевну порожнину в процесі овуляції; свою назву отримав від головної фази циклу — еструсу, або тічки. Естральний цикл починається з періоду статевої зрілості, переривається під час вагітності та повторюється звичайно до самої смерті. У регуляції естрального, або статевого циклу беруть участь гормони гіпоталамо-аденогіпофізарної системи і яєчника. Тічка відповідає періоду статевої активності самок і збігається за часом з дозріванням фолікулів у яєчниках (фолікулярна фаза статевого циклу). Так називають також одну зі стадій вагінального циклу тварин (відповідає кінцю статевого циклу). При тічці відбувається виділення відшарованих клітин епітелію піхви, що іноді супроводжується кровотечею (наприклад у собак).

## Поділ
Естральний цикл підрозділяється на 4 стадії: 
- проеструс (передтічка)
- еструс (тічка)
- метаеструс (післятічка)
- діеструс (міжтічка)

### Проеструс
Проеструс — Підготовча фаза. Під впливом ліберинів середнього відділу гіпоталамуса посилюється продукція гонадотропоцитами аденогіпофізу ФСГ, мішенями якого є примордіальні фолікули яєчника. Вони вступають в стадію ріст і починають виробляти естроген (естрон, естріол і естрадіол). Їх мішенню є матка, в залозах якої спостерігаються наступні перетворення, наростаючі у міру збільшення концентрації естрогену в крові: поступово набухає і товщає слизова оболонка матки, в ній наростає кількість залозистих клітин, які починають продукувати рідкий секрет, залози заглиблюються і починають гілкуватися.

### Еструс
Наростання концентрації естрогену в крові за принципом зворотного зв'язку викликає посилення продукції в гіпоталамусі статинів, пригнічуючих секрецію ФСГ, і лю-ліберинів, під впливом яких в гонадотропоцитах аденогіпофіза починається секреція лютєїнізуючого гормону (ЛГ). Збільшення його концентрації в крові приводить до розриву стінки зрілого фолікула в яєчнику, тобто до овуляції, унаслідок чого концентрація естрогену в крові різко падає. Тривалість еструса має видову специфіку. Так, наприклад, у корів ця стадія триває від 2 до 30 годин, у кобил — 5-15 днів, у сук — 9-14 днів. Тічка супроводжується рясним виподілом слизу із зовнішніх статевих органів самки. Матка готова прийняти зародок.

### Метаеструс
На місці фолікула, що лопнув, під впливом ЛГ розвивається жовте тіло, яке починає виробляти прогестерон. Його мішенню також є матка, при цьому найбільш виражені зміни спостерігаються в ендометрії, який досягає найбільшої товщини в період стадії розквіту жовтого тіла. Залози стають глибокими і вельми розгалуженими, гландулоцити виділяють густий секрет, багатий глікогеном. Судини ендометрія переповнюються кров'ю. Матка перебуває в очікуванні зародка, який при сприятливому результаті потрапляє в неї на стадії бластоцисти.

### Діеструс
Якщо не відбувається запліднення, то жовте тіло піддається в'яненню, концентрація прогестерону в крові швидко знижується і описані явища, що протікають в матці в попередні стадії, повторюють ту ж послідовність, але в зворотному порядку (принцип зворотного зв'язку з гипоталамо-аденогіпофізарною системою аналогічний описаному вище).
Таким чином, продукція ФСГ і ЛГ в аденогіпофізі протікає не одночасно, у зв'язку з чим в яєчнику секреція естрогену послідовно зміняється продукцією прогестерону і, навпаки, внаслідок чого в статевій системі самок протікають циклічні зміни.

## Стадії еструсу на прикладі кішки

### Проеструс
Початок тічки, або її перша стадія, триває 1-2 дні. Існує кілька індикаторів цієї стадії. Наприклад, можна відмітити, що у кішки злегка збільшена і волога вульва. Також відзначаються підвищений апетит і занепокоєння. Вона видає низькі горлові звуки і більше звичайного лащиться до господаря. У цьому стані вона є привабливою для котів, але ще не підпускає їх до себе. Проеструс характеризується періодом залицяння, під час якого сама присутність кота поруч стимулює активізацію виділень гормонів у кішки.

### Еструс
Друга стадія естрального циклу — еструс, або тічка, — стадія статевої сприйнятливості. Вона може тривати від 1 до 21 дня, з середньою тривалістю 5-7 днів. Апетит тварин знижений або відсутній. Відзначається часте сечовипускання.

### Інтереструс (метаеструс)
Третя стадія репродуктивного циклу — метаеструс.
Вона триває у кішки від 2 до 19 днів, в середньому 8 днів. В цьому періоду самку статевий партнер вже не цікавить. Вона може агресивно відганяти самця при спробах розпочати спарювання.
Подальший розвиток циклу залежить від того, чи відбулося запліднення. Якщо овуляція відбулася, статевий інстинкт згасає. Якщо ж спаровування не було, через 1-2 тижні кішка увійде в новий цикл, починаючи з проеструса. Якщо статевий акт викликав овуляцію, але запліднення не відбулося, то може наступити помилкова вагітність, що триває 35-45 днів.
Запліднення яйцеклітини відбувається протягом 24-48 годин після спарювання. У деяких кішок овуляція настає через 12 годин. У більшості випадків яєчники формують чотири яйцеклітини, але відомі випадки народження відразу 12 кошенят.
Через 58-74 дня кішка народжує.
Однак, якщо кішка під час пологів втрачає всіх кошенят, то тічка наступає значно раніше, а іноді буває, що перший статевий цикл може наступити навіть на другий день лактації. Еструс може кілька разів відновлюватися протягом вагітності кішки.

### Анеструс
Якщо запліднення не відбулося, починається четверта стадія репродуктивного циклу — стадія статевого спокою. Як правило, це сезонний період короткого світлового дня.